# De splinter en de balk

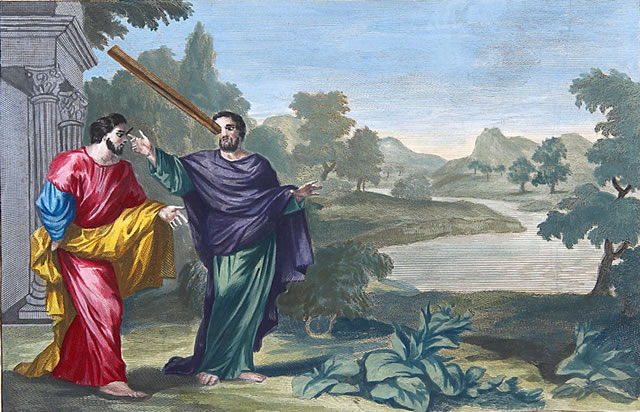
Balk en splinter (uit: Mortier prentbijbel (1700)

De hyperbool van de splinter en de balk is een uitspraak van Jezus en hoort volgens de traditie niet tot de gelijkenissen van Jezus, maar wordt daar soms wel toe gerekend. De tekst staat in Matteüs 7:1-6 en maakt onderdeel uit van de bergrede; de tekst staat ook in de veldrede in Lucas 6:37-42. De uitspraak staat ook in het apocriefe evangelie van Thomas Logion 26.

## Inhoud
Jezus zei: "Waarom kijk je naar de splinter in het oog van een ander, terwijl je de balk in je eigen oog niet opmerkt? Hoe durft u te zeggen: 'Kom, ik zal die splinter wel even uit uw oog halen,' terwijl je de balk in je eigen oog niet eens ziet? Huichelaar! Haal eerst die balk uit je eigen oog. Pas dan zie je scherp genoeg om die splinter uit het oog van de ander te halen".

## Interpretatie
Jezus roept op om niet anderen te veroordelen vanwege een overtreding (hun 'splinter'), omdat je zonder dat door te hebben misschien wel veel grotere overtredingen begaat (de balk).

## Spreekwoord
'Waarom kijk je naar de splinter in het oog van je broeder, terwijl je de balk in je eigen ogen niet opmerkt?' is een spreekwoord dat afgeleid is van deze gelijkenis. Het betekent dat je niet te snel moet oordelen, in het bijzonder wanneer sprake is van hypocrisie.